# Buřňák černohlavý
Buřňák černohlavý, též buřňák bělokřídlý (Pterodroma leucoptera), je druh buřňákovitého ptáka z početného rodu Pterodroma, patří sem například buřňák Stejnegerův (P. longirostris), buřňák boninský (P. hypoleuca) nebo buřňák bermudský (P. cahow). Druh poprvé popsal John Gould v roce 1844 a vyskytuje se na ostrovech v okolí Nového Jižního Walesu a na Nové Kaledonii a ve Francouzské Polynésie.

## Výskyt a populace

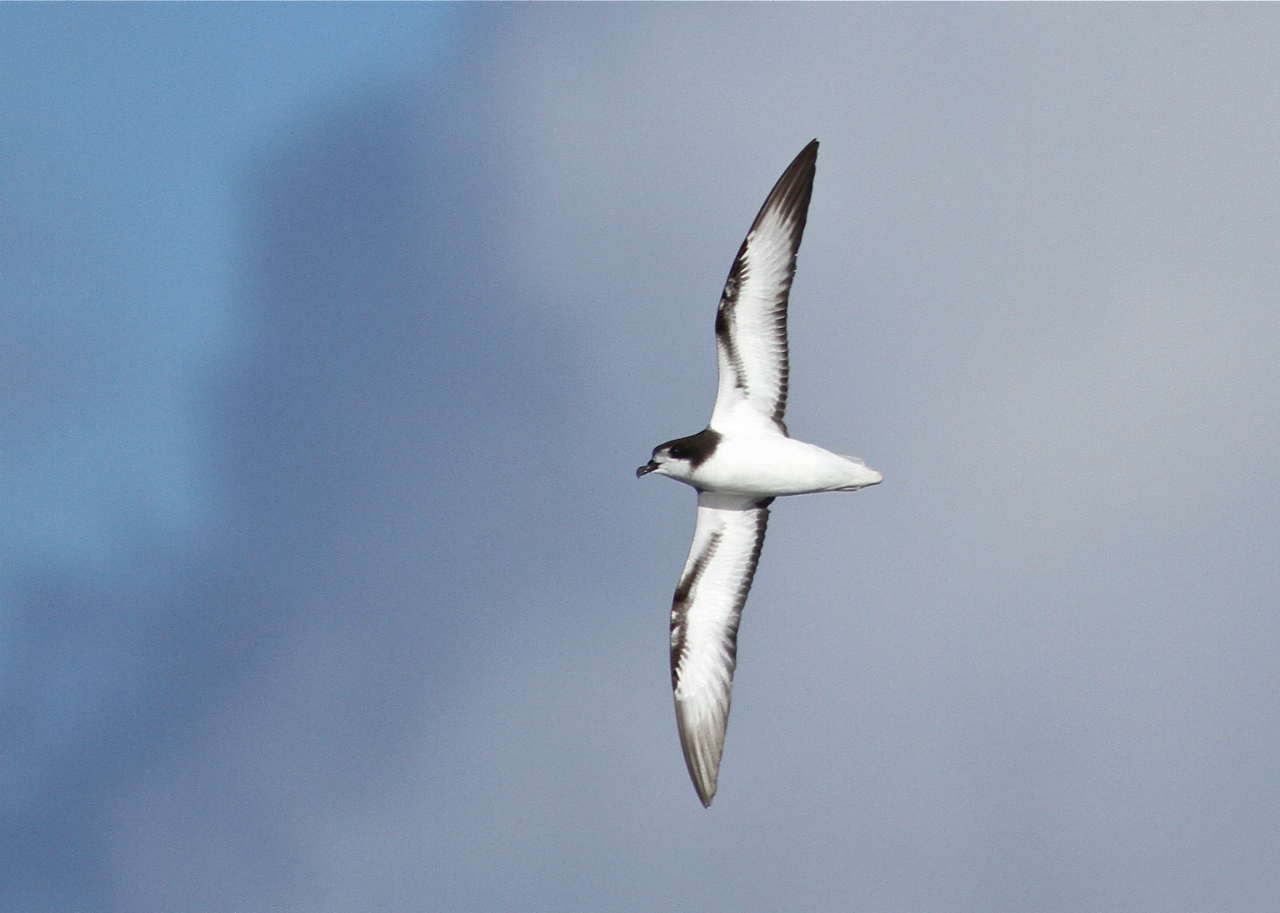
Letící jedinec

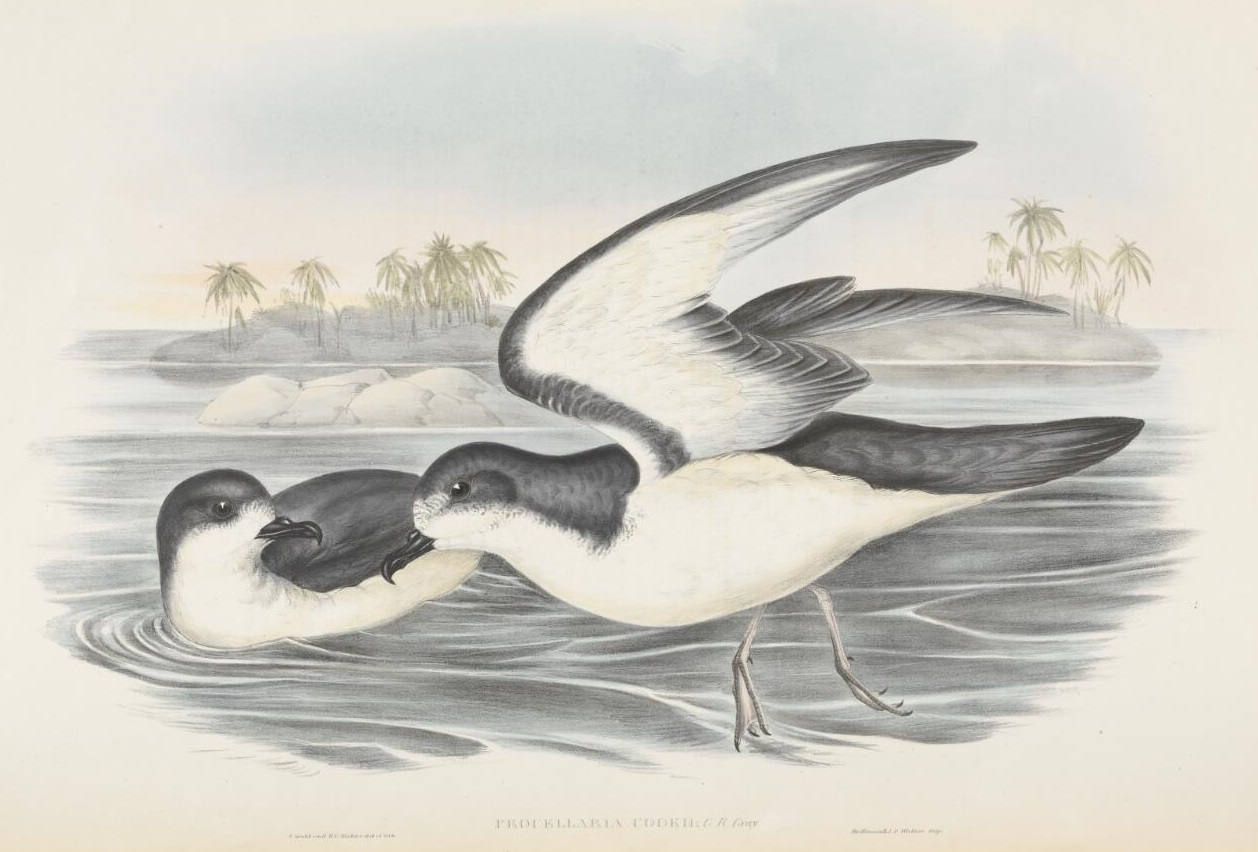
Ilustrace buřňáků černohlavých od Johna Goulda

Buřňáci černohlaví tráví většinu svého života na moři, v době hnízdění se pak přesouvají na pevninu.
Před rokem 1990 obecně panovala teorie, že tito ptáci žijí pouze na ostrově Cabbage Tree Island a v jeho okolí. Tento ostrov se nachází nedaleko Nového Jižního Walesu v Austrálii. Později byla objevena i malé kolonie na sousedním ostrově Boondelbah Island, kde byla zřízena malá vesnička, kde se buřňáci mohli rozmnožovat v uměle vytvořených budkách. Populace se ale postupem let snižovaly, především kvůli přemnoženým králíkům, až bylo roku 2009 nalezeno jediné vejce na ostrově Broughton Island. Populace buřňáků ohrožují lišky, krysy, kočky a psi domácí.
Nominátní poddruh obývá ostrovy Cabbage Tree Island, Boondelbah Island, Broughton Island, Little Broughton Island a Montague Island. Druhý poddruh hnízdí na strmých stráních Nové Kaledonie. Malé kolonie se nachází ve Francouzské Polynésii a na ostrově Raivavae.

## Popis
Buřňáci černohlaví, též bělokřídlí, jsou malí mořští ptáci. Dospělí jedinci jsou dlouzí 30 cm a rozpětí jejich křídel činí přibližně 70 cm. Váží 180–200 g, přičemž samci jsou obecně těžší a mohutnější, než samice. Mimo to jsou ale obě pohlaví naprosto totožná. Mají bílé dolní partie, zatímco horní partie jsou tmavě hnědé až černé. Tito ptáci mají úzká křídla, krátký zakulacený ocas a černou hlavu s bílou obličejovou částí.
Tito ptáci se živí hlavonožci a malými druhy ryb. Obecně není o jejich stravování příliš známo, ale v lovu bývají úspěšní. Jsou monogamní a páry si mezi sebou vytváří pevná pouta. Přesný věk, kdy dosahují pohlavní dospělosti není znám, ale pohybuje se okolo 11 let. Na ostrově Cabbage Tree Island většinou hnízdí páry mezi kameny, pod spadaným listím, nebo v dutých kmenech. Buřňáci se běžně dožívají věku přibližně 23 let.

## Taxonomie
Druh buřňák černohlavý byl poprvé popsán britským ornitologem Johnem Gouldem roku 1844. Ten jej pojmenoval po mořeplavci Jamesi Cookovi: buřňák Cookův (Procellaria cookii). Roku 1865 přeřadil druh do rodu Aestrelata a přidal současný druhový název leucoptera. Ani toto řazení ale neodpovídá tomu současnému: později byl buřňák černohlavý opět přesunut, tentokrát do rodu Pterodroma.
V současné době jsou uznávány dva poddruhy: nominátní Pterodroma leucoptera leucoptera a poddruh Pterodroma leucoptera caledonica. Nominátní poddruh se množí na několika malých ostrovech poblíž Nového Jižního Walesu (Austrálie), především na ostrově Cabbage Tree Island, kde se nachází i Přírodní rezervace Johna Goulda. Poddruh Pterodroma leucoptera caledonica, jak trinomický název napovídá, obývá Novou Kaledonii a oproti nominátnímu poddruhu se liší mohutnějším zobákem a sníženou pigmentací na spodní straně křídel i obličeji.
Někteří ornitologové spojují druhy buřňák černohlavý a buřňák límcový (P. brevipes) dohromady, avšak současné řazení je uvádí jako dva samostatné druhy.